# Фитосанитарный мониторинг
Фитосанитарный мониторинг:
- Раздел науки о защите растений, разрабатывающий теоретические и методологические основы системы наблюдений за вредными организмами и влияющими на них факторами окружающей среды. Употребляется также словосочетание фитосанитарная диагностика и прогноз.
- Фитосанитарные мероприятия, проводимые на практике для анализа, оценки и прогноза фитосанитарной обстановки на определённой территории.
- Учебная, или академическая, дисциплина, которая преподаётся или исследуется в вузах и колледжах, на курсах повышения квалификации.

## Определения
Фитосанитарный мониторинг — система наблюдений за состоянием защищенности экосистем, их компонентов или продукции растительного происхождения от вредных организмов, наблюдений за вредными организмами и влияющими на них факторами окружающей среды, проводимых в постоянном режиме для анализа, оценки и прогноза фитосанитарной обстановки на определенной территории, а также для определения причинно-следственных связей между состоянием растений и воздействием факторов среды обитания.
Фитосанитарная диагностика — определение видового состава, развития, распространения и активности вредных организмов, их патогенов и энтомофагов в конкретный отрезок времени или в данном месте.

## История

### Российская империя
Свидетельства о нашествиях саранчи, грызунов и других массовых вредителей на сельскохозяйственные земли Российской Империи печатались с появлением первых периодических изданий в стране. Достаточно вспомнить известное командирование А. С. Пушкина в 1824 г. в уезды Херсонской губернии (которая занимала в то время всё западное Причерноморье), связанное с массовым размножением саранчи в 1823 г. Вскоре вышла и брошюра:  Стойкович, А.И. О саранче и способах истребления её. 1846-й год выделился массовым размножением не только саранчи, но и других вредителей по всей земледельческой России, о которых появились многочисленные сообщения с мест в Журнале Министерства внутренних дел за 1846 и 1847 годы.  В результате классиком российской естественной науки Карлом Францевичем Рулье (1814—1858) был опубликован в 1847 году первый всероссийский годичный обзор вредителей растениеводства (марокканская саранча, полевые кузнечики и кобылки, озимая совка, гусеницы чешуекрылых — вредителей яблони и других фруктовых деревьев, хлебные жуки, двукрылые — вредители пшеницы). Территориально сообщения охватывали губернии от Закавказья и Причерноморья до Прибалтики и Верхнего Поволжья. На основании информации об озимой совке ("земляном черве", "ржаной совке"), полученной из 19 губерний (почти треть тогдашних губерний), и её эколого-биологических особенностей, Рулье составил первый фитосанитарный прогноз (О земляном черве, поедавшем озимь в 1846 году).. Впоследствии многие учёные отмечали, что этой работой Рулье намного опередил своё время.
Исследования по учёту и прогнозу вредных объектов в России организационно оформились в 1894 г. с созданием под руководством И. А. Порчинского Бюро прикладной энтомологии при Министерстве земледелия и государственных имуществ (с 1922 г. — отдел в составе Государственного института опытной агрономии). С 1907 г. функционировало Бюро микологии и фитопатологии Учёного Комитета Главного Управления Землеустройства и Земледелия под руководством проф. А. А. Ячевского (с 1922 г. — в составе Государственного института опытной агрономии), в числе прочего занимавшееся методическим обеспечением диагностики и учёта болезней растений. На базе этих двух научно-методологических структур в 1929 г. во Всесоюзном научно-исследовательском институте защиты растений (ВИЗР) была образована Служба учёта вредных организмов с региональными филиалами и опорными пунктами (позднее – Сектор службы учёта и прогноза вредителей) для проведения практической работы под руководством зам. директора Г. Д. Габченко, и отделы фитопатологии, энтомологии и прикладной зоологии (с лабораторией зоологии), в которых проводились исследования в этом направлении.

### СССР

#### В Институте защиты растений
Научный фундамент для функционирования крупного подразделения ВИЗР, каковым становился Сектор учёта, был подготовлен многолетней плодотворной деятельностью и идеями в различных областях биологии, и конкретно — в фитосанитарии, такими корифеями науки, как Н. А. Холодковский, И. А. Порчинский, Н. В. Курдюмов, А. А. Ячевский. В 1930-х гг. большой вклад в развитие исследований по проблеме прогнозов внесли Б. С. Виноградов, Б. Ю. Фалькенштейн, П. А. Свириденко, С. И. Оболенский, А. А. Ячевский, А. А. Штакельберг, Н. А. Наумов, К. М. Степанов, Л. Ф. Русаков, В. Н. Щёголев, А. А. Любищев, Г. Я. Бей-Биенко, С. А. Предтеченский и др.
Было много сделано в создании теоретических заделов по разрабатываемым направлениям, в частности по инвентаризации состава грибов — возбудителей болезней и насекомых — вредителей сельскохозяйственных культур. Были разработаны методические положения деятельности службы учёта вредных организмов и их прогноза, заложены основы агробиоценологии применительно к защите растений, начато районирование территории страны по фитосанитарным критериям. Сектор службы учёта ВИЗР, являясь центральным руководящим органом и методическим центром, оказывал непосредственное влияние на работу 208 специализированных наблюдательных пунктов, действовавших в то время в стране.
Задача графического изображения зон различной вредоносности наиболее опасных вредителей и их комплексов стала актуальной в СССР в конце 1920-х гг., когда начали в плановом порядке создаваться станции защиты растений и наблюдательные пункты во всех регионах страны. Заслуживают внимания карты, опубликованные И. Н. Филипьевым, на которых показаны зоны вредоносности озимой совки, филлоксеры и комплекса видов вредных саранчовых. В план ВИЗР с 1935 года была включена специальная тема, имевшая своей конечной задачей энтомо-фитопатологическое районирование территории СССР по комплексу видов важнейших вредителей и болезней. Уже в отчете ВИЗР за 1935 г. был опубликован ряд сводных карт, в том числе показывавших «зоны вредности» комплексов видов сусликов, голых слизней и проволочников. В 1935 г. Сектор службы учёта был переименован в Сектор учёта и районирования в связи с поставленной перед институтом задачей энтомо-фитопатологического районирования территории СССР по комплексу видов важнейших вредителей и болезней.
С. А. Предтеченскому при исследовании характера развития азиатской саранчи с учётом меняющихся метеорологических факторов удалось разработать принципы формирования прогноза размножения этого вредителя в северном ареале её распространения по метеорологическим предикторам (Предтеченский, 1930, 1932, 1933, 1935). Им было доказано, что периодичность размножения азиатской саранчи не может объясняться только "теорией фаз", разработанной Б. П. Уваровым (1927). С. А. Предтеченский убедительно показал первостепенную роль в колебаниях динамики численности вредителя экологических факторов и что формирование фаз саранчи обусловлено её численностью.
В эти же годы образовался крупный теоретический задел в изучении лугового мотылька и, прежде всего, в раскрытии природы и закономерностей дальних миграций вредителя. Выполненные исследования А. В. Знаменского о биоценологических зависимостях размножения лугового мотылька (1932, 1933), Г. К. Пятницкого о связи трансзональных перелётов бабочек с синоптическими факторами (1936), Д. М. Штейнберга по изучению плодовитости этого вредителя (1932) имели большое общебиологическое значение и дали очень много ценного для построения системы прогнозов лугового мотылька и борьбы с ним. Эти работы уникальны по своему значению, они помогали практической службе прогнозов страны решать непростые вопросы борьбы с луговым мотыльком и в периоды его массового размножения.
В. Н. Старк в 1936—1937 гг. начинает цикл многолетних исследований по изучению влияния лесозащитных полос на фауну вредных насекомых сельскохозяйственных культур (1937—1941), продолженных в послевоенные годы.
В лаборатории зоологии под руководством Б. Ю. Фалькенштейна в целях прогноза массовой вредоносности грызунов разрабатывались методы контроля динамики численности сусликов и полёвок. Изучалось географическое распространение грызунов и устанавливались зоны их вредоносности. Для повышения эффективности истребительных мероприятий ежегодно подготавливались прогнозы распространения грызунов в основных аграрных зонах страны. Учениками Б. Ю. Фалькенштейна — И.П. Ершовой, Н. Ю. Ченцовой, В. А. Быковским — были начаты первые исследования по экологии мышевидных грызунов. Б. С. Виноградов опубликовал исторический обзор массовых размножений мышевидных грызунов, начиная с 1763 г. (Виноградов, 1934).
Видные фитопатологи института Н. А. Наумов, Л. Ф. Русаков, С. М. Тупеневич, М. К. Хохряков, К. М. Степанов и др. выполнили крупные циклы исследований по систематике и инвентаризации грибов-возбудителей болезней. Благодаря исследованиям Л. Ф. Русакова и С. М. Тупеневича институт занял передовые рубежи при изучении комплексной проблемы так называемого "белого пятна", возникшей в связи с продвижением посевов пшеницы в Центрально-Чернозёмную и Нечернозёмную зону РСФСР. В середине 1930-х гг. было много сделано в сфере методов учёта болезней, начато изучение переноса болезней воздушными потоками (К. М. Степанов), разрабатывались методы различного уровня прогнозов возникновения и развития болезней, в частности краткосрочный прогноз развития фитофтороза картофеля (Н. А. Наумова).

#### В Институте защиты растений послеВеликой Отечественной войны
К первому десятилетию функционирования ВИЗР относится и начало практической и научной работы в институте Ильи Яковлевича Полякова. Учитывая важное значение проблемы прогнозирования распространения и размножения вредных видов, в 1946 г. была создана лаборатория прогнозов размножения массовых вредителей с.-х. культур (позднее — лаборатория прогнозов развития вредителей и болезней с.-х. культур; с 1972 г. – отдел прогнозов и экономики, с 1987 г. — лаборатория фитосанитарной диагностики и прогнозов), которой руководил до 1990 г. профессор И. Я. Поляков. Она всегда тесно сотрудничала с фитосанитарной службой МСХ. Исследования проводились по всем направлениям проблематики прогнозов большим коллективом учёных. Лаборатория располагала высококомпетентными кадрами учёных и на разных этапах развития пополнялась талантливой молодежью (Т. С. Гладкина, Н. П. Кадочников, Т. М. Мокеева, С. Г. Пегельман, Н. Ю. Ченцова, Т. С. Дружелюбова, Н. В. Ипатьева, М. А. Булыгинская, М. Н. Мейер, Е. М. Шумаков, Е. П. Цыплёнков, В. О. Хомякова, Л. П. Кряжева, Г. М. Доронина, Л. А. Макарова, К. М. Степанов, А. Е. Чумаков, И. И. Минкевич, Р. И. Щекочихина, М. И. Саулич, В. Р. Жаров и многие другие).
На первом этапе работы лаборатории в ней преобладали специалисты зоологического направления: Т. М. Мокеева, Н. П. Кадочников, С. Г. Пегельман, Т. С. Гладкина, а также аспиранты Н. В. Ипатьева, В. С. Кубанцев, М. А. Булыгинская, М. Н. Мейер, Е. В. Аликина, Е. Д. Схоль, Н. Н. Голенищев — впоследствии ведущие специалисты ВИЗР и других институтов. В составе лаборатории имелась группа энтомологов, проводившая исследования по прогнозу саранчовых (Е. М. Шумаков, К. И. Ларченко, Е. П. Цыпленков). В дальнейшем энтомологические исследования в лаборатории были расширены за счет участия в них Т. С. Дружелюбовой, Л. П. Кряжевой, Г. М. Дорониной, Л. А. Макаровой, В. О. Хомяковой, O. С. Комаровой, Л. П. Бергер и других. Весомый вклад в развитие науки о прогнозах в ВИЗР внесли также специалисты-фитопатологи — К. М. Степанов, Н. А. Наумова, А. Е. Чумаков, И. И. Минкевич, Р. И. Щекочихина, Т. И. Захарова и др. В 1962 г. публикуется крупная монография К. М. Степанова Грибные эпифитотии, которая и в настоящее время сохраняет значение ценного научного труда по основам эпифитотиологии. В 1950—70-е гг. ВИЗР развивает большую методическую работу и оказывает в этом направлении постоянную помощь оперативной службе прогнозов. Должна быть отмечена в этой связи подготовка и публикация обобщающей методической сводки Прогноз появления и учет вредителей и болезней сельскохозяйственных культур под редакцией В. В. Косова и И. Я. Полякова (1958). С 1957 г. ВИЗР возобновил издание ежегодных обзоров распространения вредных организмов в СССР и РСФСР (в т.ч. в Трудах ВИЗР) под разными названиями (до этого такие материалы печатались в Москве без грифа ВИЗР). Ведущая роль лаборатории Полякова в этих обзорах, составленных на основе материалов многочисленных экспедиций института, его географической сети, а также производственной службы прогнозов, прослеживается вплоть до 1980-го г.
Профессором И. Я. Поляковым (1954, 1968, 1973) была предложена оригинальная агроклиматическая модель фазовой динамики численности вредных видов. Для большинства вредителей было предложено выделять пять основных фаз динамики популяций: депрессию, расселение, массовое размножение, пик численности и спад численности. Идеи И. Я. Полякова об определяющем влиянии на развитие вредных видов условий питания и погодных факторов реализуются в создании агроклиматической модели фазовой динамики численности вредных видов, тип которой формируется под воздействием энергетических пищевых ресурсов и погодно-климатическими факторами (Поляков, 1954, 1968). В развитие этих идей Н. В. Ипатьевой при экспериментальном изучении спячки разных видов сусликов выявлены абиотические и пищевые факторы, определяющие обменные процессы организма, что позволило уточнить критерии прогноза их распространения. Морфофизиологические изменения популяций совок под влиянием абиотических условий среды и качества корма были показаны Л. К. Малковой. Эти положения наибольшее развитие получили в многолетних исследованиях внутривидовой изменчивости у видов и подвидов серых полёвок и степной пеструшки, проведенных Т. С. Гладкиной, Т. М. Мокеевой, М. Н. Меер и Н. Ю. Ченцовой. Исследования по изучению возрастной и демографической изменчивости, проведенные Т. С. Дружелюбовой на озимой совке, В. О. Хомяковой — на луговом мотыльке, Г. М. Дорониной и Л. А. Макаровой — на других фитофагах, расширили представления о критериях прогноза насекомых. Под руководством к.с.х.н. М. А. Глебова с участием практически всех лабораторий ВИЗР составляется сводка о потерях сельскохозяйственных культур от вредителей, сорняков и фитопатогенов. В период 1946—64 гг. расширяются исследования по выявлению видового состава и хозяйственного значения патогенов. В этой работе нужно отметить многих учёных ВИЗР: Н. А. Наумова, М. К. Хохрякова, Н. С. Новотельнову, В. И. Потлайчук, В. В. Котову, Т. И. Захарову, О. П. Камышко, М. А. Элбакян, М. Ю.  Степанову и др. В процессе работы были выявлены и описаны новые заболевания, среди которых — мильдью и белая ржавчина подсолнечника, церкоспореллёз зерновых, афаномицетная корневая гниль зернобобовых и др. В эти годы получили развитие исследования нематодных болезней растений (Н. М. Свешникова и др.). Под руководством проф. К. М. Степанова с участием А. Е. Чумакова, И. И. Минкевича, Н. А. Шибковой, Р. И. Щекочихиной разрабатываются принципы и методы долгосрочного и краткосрочного прогноза болезней, прежде всего ржавчины и мучнистой росы пшеницы, фитофтороза картофеля и др. Одновременно была продолжена работа по районированию территории страны на основе проявления вредоносности наиболее опасных возбудителей болезней растений.
Задача комплексного энтомо-фитопатологического районирования территорий неоднократно ставилась перед учёными и в послевоенный период, благодаря чему появились такие сводки карт, как Методика территориального многолетнего прогноза болезней растений под ред. А. Е. Чумакова (1969, 1971), Распространение главнейших вредителей… под ред. И. Я. Полякова (1975) и др. А. И. Руденко и Н. И. Белозор опубликовали развернутое агроклиматическое обоснование энтомо-фитопатологического районирования территорий (1963). А. Е. Чумаков и Р. И. Щекочихина детализировали специфику картирования болезней растений (1969). Агроклиматическое направление в фитосанитарном районировании бурно развивалось в нашей стране в 1970—1980-е годы и было обобщено в крупных монографиях (Л. А. Макарова, И. И. Минкевич, 1977; Л. А. Макарова, Г. М. Доронина, 1988, 1994). И. Я. Гричанов предложил методику использования потенциальных потерь урожая в качестве интегрального экономического критерия комплексной фитосанитарной оценки территорий (Гричанов, 1997).
Исследования по разработке прогнозов на биоценотической основе с учётом вредоносности и потерь урожая от вредных объектов и установлению экономического значения вредителей, a, следовательно, более объективной оценке значимости ряда вредных насекомых и заболеваний, были начаты В. И. Танским в лаборатории Полякова. Прогнозирование профилактических и истребительных мероприятий с учётом реальных экономических порогов вредоносности существенно повышало экономическую эффективность защитных мероприятий (Танский, 1976).
В 1970—80-е гг. начинаются исследования по использованию электронно-вычислительной техники и математического моделирования динамики популяций вредных видов (Г. Е. Сергеев, В. Р. Жаров, С. В. Васильев, С. И. Левина, М. И. Саулич, Н. Н. Семёнова, И. И. Косенков и др.), по разработке дистанционной фитосанитарной диагностики вредных объектов (А. Ф. Зубков, А. Я. Семёнов, В. Б. Митрофанов, М. И. Саулич, Ф. А. Карлик и др.). В 1974 г. в лаборатории прогнозов, возглавляемой И. Я.Поляковым, была организована группа математических методов исследований. В 1984 г. на базе этой группы была создана специальная лаборатория математических методов под руководством Г. Е. Сергеева. Был разработан ряд оригинальных программ для ЭВМ, определены пути дальнейшего совершенствования математического моделирования в защите растений (Васильев и др., 1973). Реализация этих идей нашла место в разработке регрессионных моделей прогноза полёвок, хлебной жужелицы, кукурузного мотылька, серой зерновой совки, карадрины и других массовых вредителей под методическим руководством Г. Е. Сергева. Для изучения динамики популяций вредных видов и оценки фитосанитарной обстановки в стране С. В. Васильевым предложены методы применения системного анализа.
Разработка дистанционных методов проводилась в течение 1976—1990 гг. на основе координационных планов в разных регионах страны. Проведённые исследования позволили решить ряд задач: были разработаны методы сбора всесторонней и объёмной фитосанитарной информации, что невозможно при использовании трудоёмких наземных методов; предложены методы аэровизуального выявления обыкновенной и общественной полёвок, малого и краснощекого сусликов, овсяной нематоды, пьявицы и хлебной жужелицы; обоснована технология выборочного использования крупномасштабной аэрофотосъёмки для аэровизуальных наблюдений. По результатам отечественных и зарубежных исследований был разработан блок дистанционного экологического мониторинга в защите растений (Саулич, 1985). Развитие данного научного направления в ВИЗР как составной части науки о прогнозах связано с многолетними исследованиями, в которых активное участие принимали М. И. Саулич, Ф. А. Карлик, С. В. Скалинов, В. И. Тимофеев, И. П. Заева, А. Я. Семенов и многие другие сотрудники ВИЗР.
Сложившаяся научная школа ВИЗР по прогнозу вредных объектов сельскохозяйственных культур оказала влияние на аналогичные научные направления в других странах. В результате совместных многолетних работ ВИЗР и соответствующих организаций стран СЭВ в 1983 г. был издан коллективный труд Контроль и прогноз — основа целенаправленной защиты растений под редакцией И. Я. Полякова и В. Эберта (ГДР). В этой работе и подготовке к изданию коллективного труда приняли участие учёные ВИЗР — И. Я. Поляков, В. И. Танский, И. И. Минкевич, Г. Е. Сергеев, Т. И. Захарова, Л. А. Макарова, И. И. Косенков, С. И. Левина, специалисты-исследователи по прогнозу вредителей и болезней ГДР, НРБ, ВНР, ПНР, РСР и ЧССР. Следует признать, что в 1970-е гг. лаборатория И. Я. Полякова достигла пика своего развития как по количественным, так и по качественным показателям, став крупнейшим структурным подразделением института по штату сотрудников, занимавшим наибольшие площади в зданиях ВИЗР, публиковавшей огромное количество научной и методической литературы. В это и следующее десятилетие лаборатория стала базой для формирования новых лабораторий ВИЗР, донором высококвалифицированных сотрудников для других лабораторий института, других институтов СССР и стран СЭВ.
В 1972 г. был образован отдел прогнозов и экономики, возглавляемый И. Я. Поляковым в составе четырёх лабораторий, в том числе лаборатории прогнозов вредителей с.-х. культур под руководством руководителя отдела. И. И. Минкевич возглавил лабораторию прогнозов массовых болезней с.-х. культур (через год ею руководил А. Я. Семёнов). В 1971 г. В. И. Танский избирается руководителем созданной им лаборатории вредоносности насекомых и болезней растений, которая вошла в отдел прогнозов. М. Г. Кейсерухский заведовал  лабораторией экономики. Е. М. Шумаков, руководивший в 1946—1951 гг. в лаборатории группой по саранчовым (Л. А. Яхимович, Е. П. Цыплёнков, А. И. Проценко и др.), в 1974 г. создал и возглавил лабораторию стерилизации насекомых и аттрактантов. В 1979 г. отдел прогнозов состоял только из двух лабораторий: лаборатории прогнозов вредителей с.-х. культур и лаборатории вредоносности насекомых (руководитель В. И. Танский). В 1974 г. в отделе прогнозов была организована группа математических методов исследований, на базе которой в 1984 г. была создана специальная лаборатория математических методов под руководством Г. Е. Сергеева. В 1983 г. отдел прогнозов выделил кадры для образования новой лаборатории информации и научно-технического сотрудничества. В эти годы в лаборатории работали также группы орнитологов (канд. биол. наук Э. Н. Голованова) и зоотоксикологов (канд. биол. наук В. А. Быковский). В 1987 г. отдел был реорганизован в лабораторию фитосанитарной диагностики и прогнозов.

### Российская Федерация
В 1990 г. Учёный совет ВИЗР избрал по конкурсу к.б.н. И. Я. Гричанова на должность руководителя лаборатории фитосанитарной диагностики и прогнозов. До этого, с 1981 г., Гричанов разрабатывал в институте проблемы мониторинга и дезориентации вредителей с помощью половых феромонов (аттрактантов и их ингибиторов) в лаборатории стерилизации насекомых и аттрактантов (под руководством проф. М. А. Булыгинской) и отделе биологически активных веществ (под руководством проф. В. Н. Бурова). Одновременно в лаборатории была воссоздана высокопрофессиональная группа прогнозистов-фитопатологов в составе Н. А. Цветковой, А. М. Симон, Р. Н. Фёдоровой, В. И. Якуткина и др., в которую позднее вошла О. В. Кунгурцева. Мощную информационно-техническую поддержку энтомологической, фитопатологической и метеорологической группам лаборатории оказал приход в неё к.т.н. Л. Н. Карпиловского. Возобновлению темы по теоретическому исследованию проблемы динамики численности насекомых способствовал перевод в лабораторию в 1993 г. д.б.н. А. Н. Фролова, кандидатов наук М. Н. Берим, Т. Л. Кузнецовой, М. А. Чумакова. Увеличился перечень вредных видов, которые исследовались в лаборатории.
К сожалению, наступивший в стране после 1991 г. кризис не обошел лабораторию. Резкое сокращение бюджетного финансирования и заказов от производственных организаций, средств на командирование сотрудников, материалы и новое оборудование привело, как и во всем институте, к массовому уходу специалистов в коммерческие и административные структуры, к их выезду в другие страны. Штат лаборатории сократился за 10 лет более чем в три раза по сравнению с 1990 г.

## Практическая деятельность

### История

#### Российская империя
Наблюдение за вредными организмами в сельском хозяйстве было основной задачей созданных в конце XIX века энтомологических структур. В 1878 году создана первая энтомологическая комиссия при земской управе (в Харькове). В 1887 году была введена должность областного энтомолога (решение принято комиссией земств, образованной на VII областном энтомологическом съезде в Одессе), которую занял П. А. Забаринский. В 1893 году должность первого в России губернского энтомолога по решению Таврического губернского земства занял Сигизмунд Александрович Мокржецкий (Zygmunt Atanazy Mokrzecki; 2 мая 1865 года — 3 марта 1936 года). В 1894 году в России организовано бюро по энтомологии при департаменте земледелия Министерства земледелия и государственных имуществ. В 1916 году в России была уже 51 организация по прикладной энтомологии и защите растений. В это время во всем мире действовало всего 220 подобных организаций.

#### СССР
На созданный в Ленинграде в 1929 году Всесоюзный научно-исследовательский институт защиты растений (ВИЗР) была возложена и практическая работа по анализу информации, собиравшейся в СССР из примерно 450 опорных пунктов и станций защиты растений, впоследствии переданных в службу учёта и прогноза вредителей при Министерстве сельского хозяйства СССР. В 1934 году учреждена Государственная служба карантина растений; при земельных органах были введены штатные должности агрономов по защите растений.
Общепризнанно, что в первые годы деятельности ВИЗР выполнял ответственнейшую общегосударственную функцию по организационному и методическому руководству всей службой учёта и прогнозов распространения вредителей и возбудителей болезней основных сельскохозяйственных культур. Сектор учёта и в целом институт многое сделали для методического обеспечения этой работы. Ещё в 1929 г. А. А. Ячевский опубликовал Справочник по проведению фитопатологических наблюдений, методам учёта распространенности, интенсивности проявления болезней, который долгие годы служил важнейшим методическим руководством для производственной службы прогнозов. В нём был представлен список 136 поражаемых болезнями растений и встречающихся на них 3846 видов фитопатогенов, подлежащих наблюдению, учёту и сбору. Под руководством профессора А. А. Штакельберга был составлен и опубликован Список вредных насекомых (1932), который содержал сведения о 3124 видах фауны вредных насекомых страны и сопредельных территорий. До настоящего времени это издание сохраняет большое научное значение. В 1929—1930 гг. опубликовано 3 выпуска Материалов по службе учёта вредителей и болезней с.-х. растений. В 1933 г. на институт была возложена обязанность составлять и издавать обзоры Главнейшие вредители и болезни с.-х. культур в СССР (опубликованы обзоры за 1933, 1934, 1935 и 1936 гг.).
Сектором активно создавались новые станции и опорные пункты института во многих регионах. В конце 1930-х гг. Служба учёта была передана Народному комиссариату земледелия СССР. В это время в различных зонах страны в системе ВИЗР имелось 16 филиалов и 450 опорных пунктов, в которых проводился интенсивный сбор и анализ информации о вредителях и патогенах полевых культур. С передачей службы учёта и прогнозов в подчинение Наркомзема, роль ВИЗР как её методического куратора не изменилась. С 1932 до 1941 г. ВИЗР публиковал годовые обзоры и прогнозы размножения наиболее вредоносных возбудителей болезней и вредителей. В предвоенный период в ВИЗР было издано 50 методических рекомендаций по идентификации и методам учёта вредных объектов сельскохозяйственных культур. В это же время появился ряд основополагающих работ по учёту и прогнозу грибных болезней зерновых (ржавчина, головня) и других культур, опубликованных А. А. Ячевским, Н. А. Наумовым, Л. Ф. Русаковым, К. М. Степановым и другими исследователями. Эти работы оказали определяющее влияние на дальнейшее развитие исследований по прогнозу болезней и других вредных объектов. Разработку основных научных, методологических и методических положений организации и чёткого функционирования службы прогнозов ВИЗР осуществлял очень интенсивно до конца 1970-х гг.

#### Российская Федерация
В 2004 году в результате слияния различных контролирующих государственных органов и структур служба карантина растений вошла в Россельхознадзор. В 2007 году на базе 143 федеральных государственных учреждений «Госсеминспекции по субъектам Российской Федерации» и «Территориальные станции защиты растений» создано единое учреждение — Российский сельскохозяйственный центр (Россельхозцентр).